# Erderstraße
Die Erderstraße in Hannover ist eine im 19. Jahrhundert angelegte Straße im heutigen Stadtteil Linden-Nord. Die Verbindung von der Limmerstraße zur Stockmannstraße erhielt im Verlauf ihrer Geschichte gleich drei verschiedene Namen.

## Geschichte
Der heutige Name erinnert an das schon im Mittelalter erstmals genannte Dorf Erder an der Leine, das an der Chaussee nach Wunstorf noch vor der Furt über die Fösse lag und später wüst fiel.

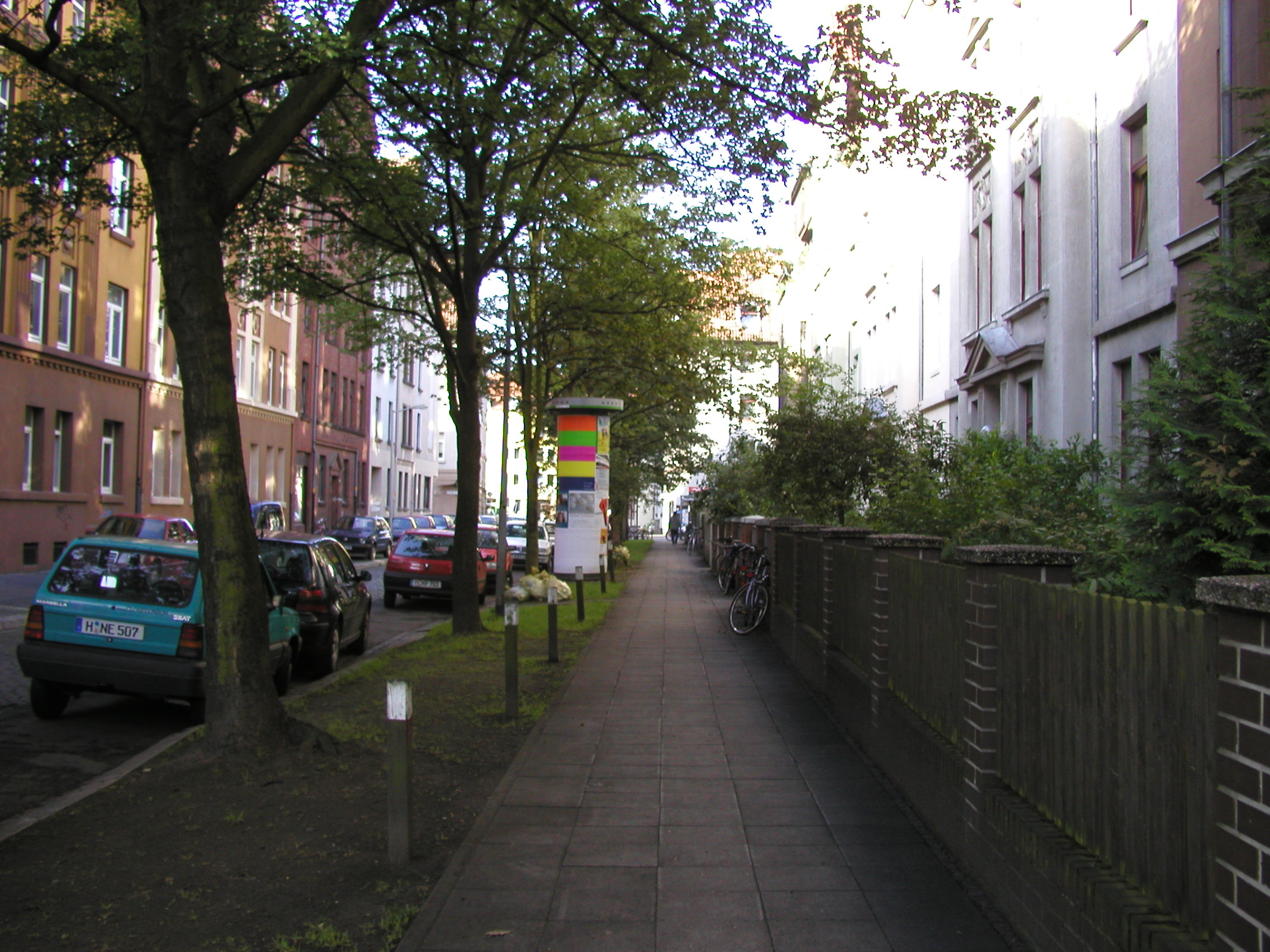
Der Bodenbewuchs in der Straße als Indikator vor allem für die Lichtverhältnisse

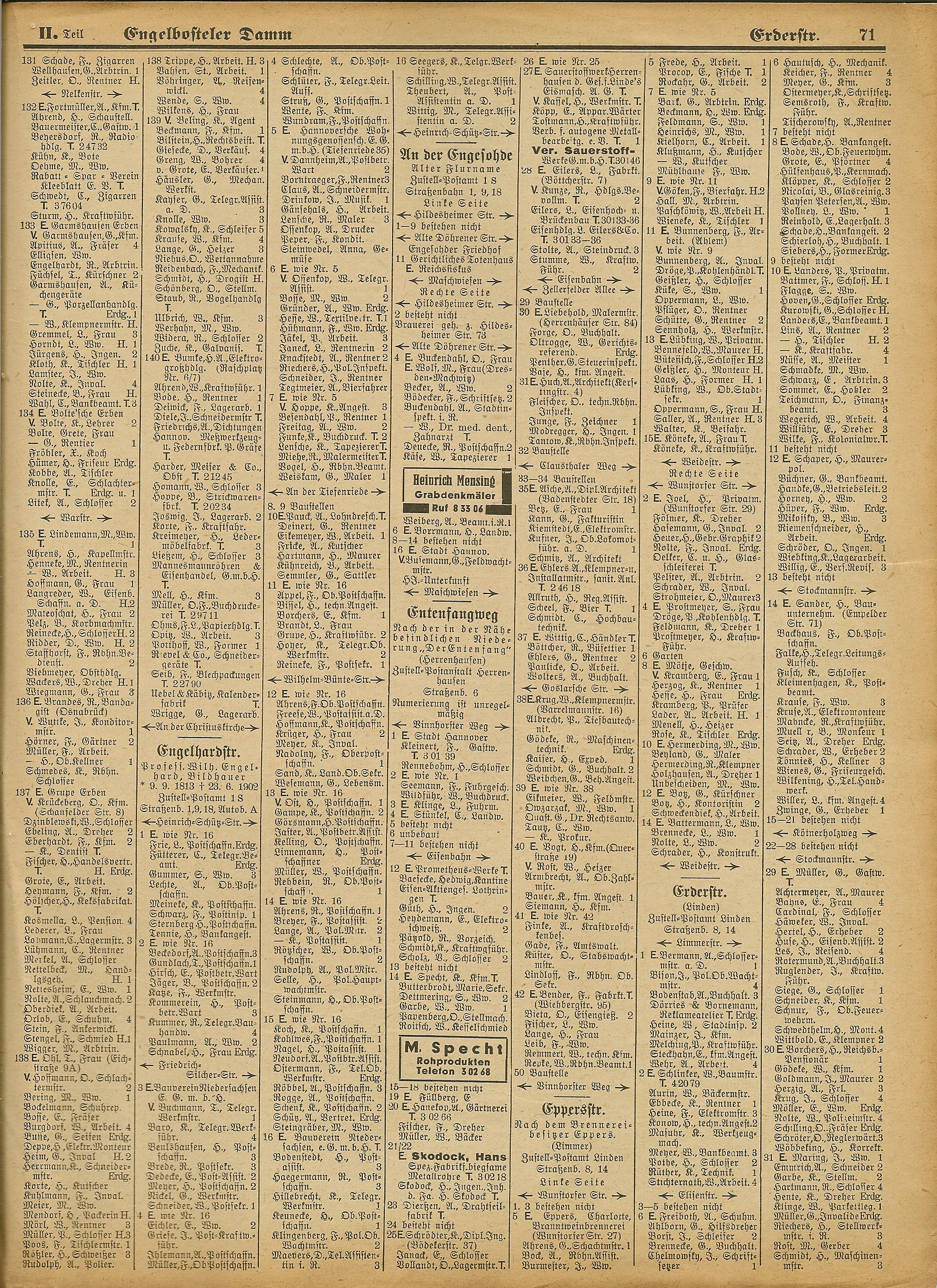
Eine Seite aus dem Adressbuch der Stadt Hannover von 1942 mit den Hausbesitzern, Haushaltsvorständen und deren Berufen

Zur Zeit des Königreichs Hannover hatte Georg Ludwig Friedrich Laves Mitte des 19. Jahrhunderts das historisch gewachsene Wegenetz von Linden-Nord durch einen staatlichen Bebauungsplan ergänzt: Zwar wurde die heutige Erderstraße erst in den ersten Jahren des Deutschen Kaiserreichs 1873 angelegt und erhielt als Eystraße damals ihren ersten Namen. Hinrich Hesse vermerkte zur Namensgebung in seinem Manuskript Straßen-Namen von Groß-Hannover: „[...] nach einem ehemaligen, dort wohnhaften Grundbesitzer“, zu dem sich bisher jedoch keine näheren Angaben gefunden haben. Das Adreßbuch, Stadt- und Geschäftshandbuch der Königlichen Residenzstadt Hannover und der Stadt Linden des Folgejahres 1874 verortete zum Namen Ey lediglich einen Einwohner; den Eisenbahn-Wagenmeister Wilhelm Ey mit Wohnsitz an der Ihmenstraße 5.
Die nun beiderseits der Limmerstraße neu angelegten Straßen führten das vorhandene Raster über die noch unbebaute Feldmark fort oder ergänzten es. Ähnlich wie an anderen Straßeneingängen von der Limmerstraße aus entstand jedoch auch an der Erderstraße bis in die 1880er Jahre zunächst nur am Straßenbeginn eine beinahe isoliert in der Feldmark stehende Ansammlung mehrgeschossiger Arbeiter-Wohnhäuser. Doch selbst dort, wo sich diese Architektur von Linden seinerzeit äußerlich „anspruchsvoll“ gerierte, entstanden doch zumeist nur spekulativ errichtete Behausungen für besonders eingeschränkte finanzielle Verhältnisse. Unterdessen entsorgten mehrere noch verstreut liegende Fabrikanlagen ihre Abwässer ungeklärt in die Leine und belasteten trotz lockerer Bebauung die Umwelt mit Staub, Ruß und Gerüchen. Die Eystraße war zu Beginn ihrer Bebauung und schon vor dem Bauboom der 1890er Jahre „kein gesunder Siedlungsplatz“.
Erst nach dem Ersten Weltkrieg wurden westlich der Erderstraße auf geplanten, zum Teil schon begonnenen oder neu angelegten Straßen neue Mehrfamilienwohnhäuser bis zur Steigerthalstraße errichtet. Im Zuge der Vereinigung der Industriestadt Linden mit der vormaligen Residenzstadt Hannover wurde die Eystraße 1924 nach dem Philosophen Rudolf Hermann Lotze (1817–1881) in Lotzestraße umbenannt.
Schon im Folgejahr 1925 wurde die Straße erneut amtlich umbenannt nach dem hier ehemals gelegenen Ort Erder.
In der Nachkriegszeit bildeten sich im Zuge der 68er-Bewegung auch andere Gruppierungen: Ein Projekt der autonomen Frauenbewegung war die am 16. September 1977 in der Erderstraße 29 eröffnete Frauenkneipe La Lotta: Die Frauen des Kneipen-Kollektivs hatten es satt, „immer wieder in Kneipen von Männern angequatscht zu werden“, wie ein später erschienenes Begleitheft zur Ausstellung über Jugendliche des Historischen Museums Hannover zu zitieren wusste. Fast genau zwei Jahre nach Eröffnung der Frauenkneipe war in der feministischen Zeitschrift Courage über Veranstaltungen in Hannover nachzulesen, dass La Lotta am 22. September 1979 ihre Abschlussfete feiern wolle – unmittelbar gefolgt von der Ankündigung vom „Eröffnungsfest der Schwulenkneipe am 29.9.79“; dem Café Nix. Das Café Nix war laut der Emma rasch mehr als „eine Lesben-Schwulen-Kneipe in Hannover“: Allein zur Feier seines einjährigen Bestehens gab es eine Woche lang Theater-Aufführungen „im Nix“, bevor es am 11. Oktober 1980 das Abschlussfest der Theaterwoche im UJZ Glocksee organisierte.